# Chris Fydler
Chris Fydler (Sydney, 8 novembre 1972) è un ex nuotatore australiano.
Specializzato nello stile libero, ha vinto la medaglia d'oro nella staffetta 4x100 m sl ai Giochi olimpici di Sydney 2000.

## Palmarès
- Giochi olimpici

Sydney 2000: oro nella 4x100m sl.
- Mondiali

Perth 1998: oro nella 4x100m misti e argento nella 4x100m sl.
- Mondiali in vasca corta

Hong Kong 1999: oro nella 4x100m sl e nella 4x100m misti.
- Giochi PanPacifici

Edmonton 1991: argento nei 100m sl e nella 4x100m sl e bronzo nella 4x100m misti.
Kōbe 1993: argento nei 100m sl, nella 4x100m sl e nella 4x100m misti.
Atlanta 1995: argento nella 4x100m sl e nella 4x100m misti, bronzo nei 50m sl e nei 100m sl.
Fukuoka 1997: argento nella 4x100m sl e nella 4x100m misti.
Sydney 1999: oro nella 4x100m sl e bronzo nei 100m sl.
- Giochi del Commonwealth

Auckland 1990: oro nella 4x100m sl e argento nei 100m sl.
Victoria 1994: oro nella 4x100m sl e nella 4x100m misti e argento nei 100m sl.
Kuala Lumpur 1998: oro nella 4x100m sl e nella 4x100m misti e argento nei 100m sl.